# Lichfield District
Lichfield ist ein District in der Grafschaft Staffordshire in England. Verwaltungssitz ist die gleichnamige Stadt Lichfield. Ein weiterer bedeutender Ort ist Burntwood.
Der Bezirk wurde am 1. April 1974 gebildet und entstand aus der Fusion des Municipal Borough Lichfield und des größten Teils des Rural District Lichfield. Die Stadt Burntwood macht den größten Teil des Bezirks aus.